# Unie KBO

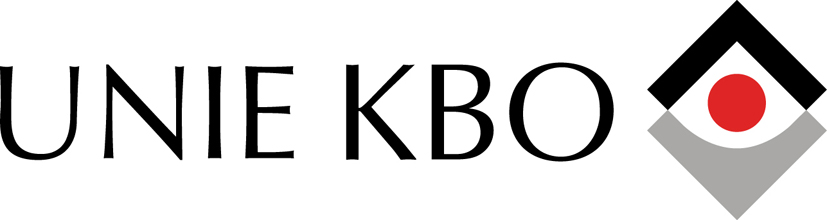
Beeldmerk Unie KBO

De Unie Katholieke Bond van Ouderen (Unie KBO) is de grootste seniorenorganisatie van Nederland. De Unie KBO heeft 175.000 leden en 8.000 vrijwilligers.

## Structuur
De Unie KBO is het overkoepelend orgaan van elf zelfstandige KBO's die georganiseerd zijn per provincie. De Unie KBO heeft een bestuur en een ledenraad. 
De Unie KBO vertegenwoordigt en faciliteert de provinciale bonden bij de uitvoer van hun werkzaamheden. Via KBO-PCOB is de landelijke belangenbehartiging en communicatie georganiseerd. Daarnaast heeft elke provinciale KBO een eigen statuut, beleid en bestuur. Het aantal bestuursleden verschilt echter per bond. Dit geldt ook voor de wijze waarop het bestuur georganiseerd is. Bovendien heeft een provinciale KBO haar eigen activiteitenprogramma en specifieke speerpunten. 
De provinciale KBO’s hebben in totaal ruim 500 afdelingen verspreid over heel Nederland. De afdelingen zorgen voor het contact met individuele KBO-leden. Leden kunnen via hun afdeling bijvoorbeeld (nieuwe) mensen ontmoeten en meedoen aan diverse educatieve of ontspanningsactiviteiten. Daarnaast is er voor de afdeling een rol weggelegd binnen de (lokale) belangenbehartiging. De grotere KBO’s, met name die in het zuiden van het land, kennen naast afdelingen ook ‘regio’s of 'kringen’ waarin afdelingen samenwerken in een bepaald gebied.

## Doelstellingen
De Unie KBO probeert voorwaarden te scheppen zodat leden en niet-leden volwaardig en zelfbewust aan de samenleving kunnen deelnemen. Dat doet zij door belangenbehartiging via KBO-PCOB. En door samenwerking met diverse maatschappelijk en commerciële organisaties. Ook is er service aan de leden, onder andere door advies op juridisch of economisch terrein: de service-, juristen- en pensioentelefoon.